# Министър-председател на Хърватия
Министър-председателят на Хърватия (на хърватски: Predsjednik Vlade Hrvatske) е глава на правителството на страната и е фактически най-мощният и влиятелен държавен служител в хърватската система на управление. След първоначалното учредяване на кабинета през 1945 г., полу-президентският период 1990 – 2001 г. е единственото изключение, когато президентът на Хърватия притежава де факто властта. В официалния хърватски приоритет обаче позицията на премиера е третата най-висока държавна служба след президента на републиката и председателя на парламента.

## Списък на министър-председателите на Хърватия
| #   | Име               | Мандат      | Политическа партия             |
| --- | ----------------- | ----------- | ------------------------------ |
| 1.  | Степан Месич      | 1990 – 1990 | Хърватска демократична общност |
| 2.  | Йосип Манолич     | 1990 – 1991 | Хърватска демократична общност |
| 3.  | Франьо Грегорич   | 1991 – 1992 | Хърватска демократична общност |
| 4.  | Хворе Шаринович   | 1992 – 1993 | Хърватска демократична общност |
| 5.  | Никита Валентич   | 1993 – 1995 | Хърватска демократична общност |
| 6.  | Златко Матеша     | 1995 – 2000 | Хърватска демократична общност |
| 7.  | Ивица Рачан       | 2000 – 2003 | Социалдемократическа партия    |
| 8.  | Иво Санадер       | 2003 – 2009 | Хърватска демократична общност |
| 9.  | Ядранка Косор     | 2009 – 2011 | Хърватска демократична общност |
| 10. | Зоран Миланович   | 2011 – 2016 | Социалдемократическа партия    |
| 11. | Тихомир Орешкович | 2016 – 2016 | независим                      |
| 12. | Андрей Пленкович  | 2016 –      | Хърватска демократична общност |